# Kolno (gmina w województwie warmińsko-mazurskim)
Kolno – gmina wiejska w województwie warmińsko-mazurskim, w powiecie olsztyńskim. W latach 1975–1998 gmina położona była w województwie olsztyńskim.
Siedziba gminy to Kolno.
Według danych z 30 czerwca 2004 gminę zamieszkiwało 3529 osób. Natomiast według danych z 31 grudnia 2019 roku gminę zamieszkiwało 3137 osób.

## Struktura powierzchni
Według danych z roku 2002 gmina Kolno ma obszar 178,34 km²
Gmina stanowi 6,27% powierzchni powiatu.

## Demografia

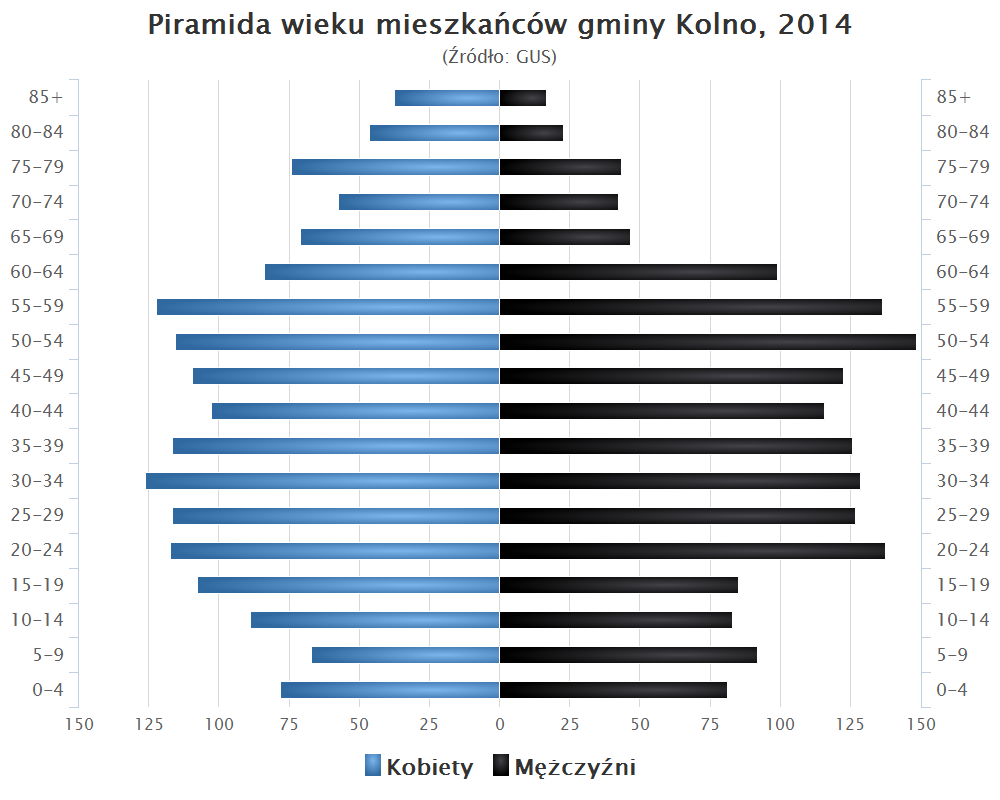
Piramida wieku mieszkańców gminy Kolno w 2014 roku

## Sołectwa
Bęsia, Górowo, Kabiny, Kolno, Kominki, Kruzy, Lutry, Ryn Reszelski, Samławki, Tarniny, Tejstymy, Wągsty, Wójtowo, Wysoka Dąbrowa.

## Pozostałe miejscowości
Augustówka, Bocianowo, Gajówka Augustowska, Górkowo, Kolenko, Oterki, Otry, Wólka.

## Sąsiednie gminy
Biskupiec, Bisztynek, Jeziorany, Reszel, Sorkwity